# Catholicos de l'Orient et métropolite de Malankara
 (janvier 2019).
 (novembre 2018).
Si vous disposez d'ouvrages ou d'articles de référence ou si vous connaissez des sites web de qualité traitant du thème abordé ici, merci de compléter l'article en donnant les références utiles à sa vérifiabilité et en les liant à la section « Notes et références ».

Le Catholicos de l'Orient et métropolite de Malankara est le dirigeant de l'Église malankare orthodoxe. De 2010 à 2021, le Catholicos de l'Église orthodoxe indienne est Baselios Marthoma Paulose II.

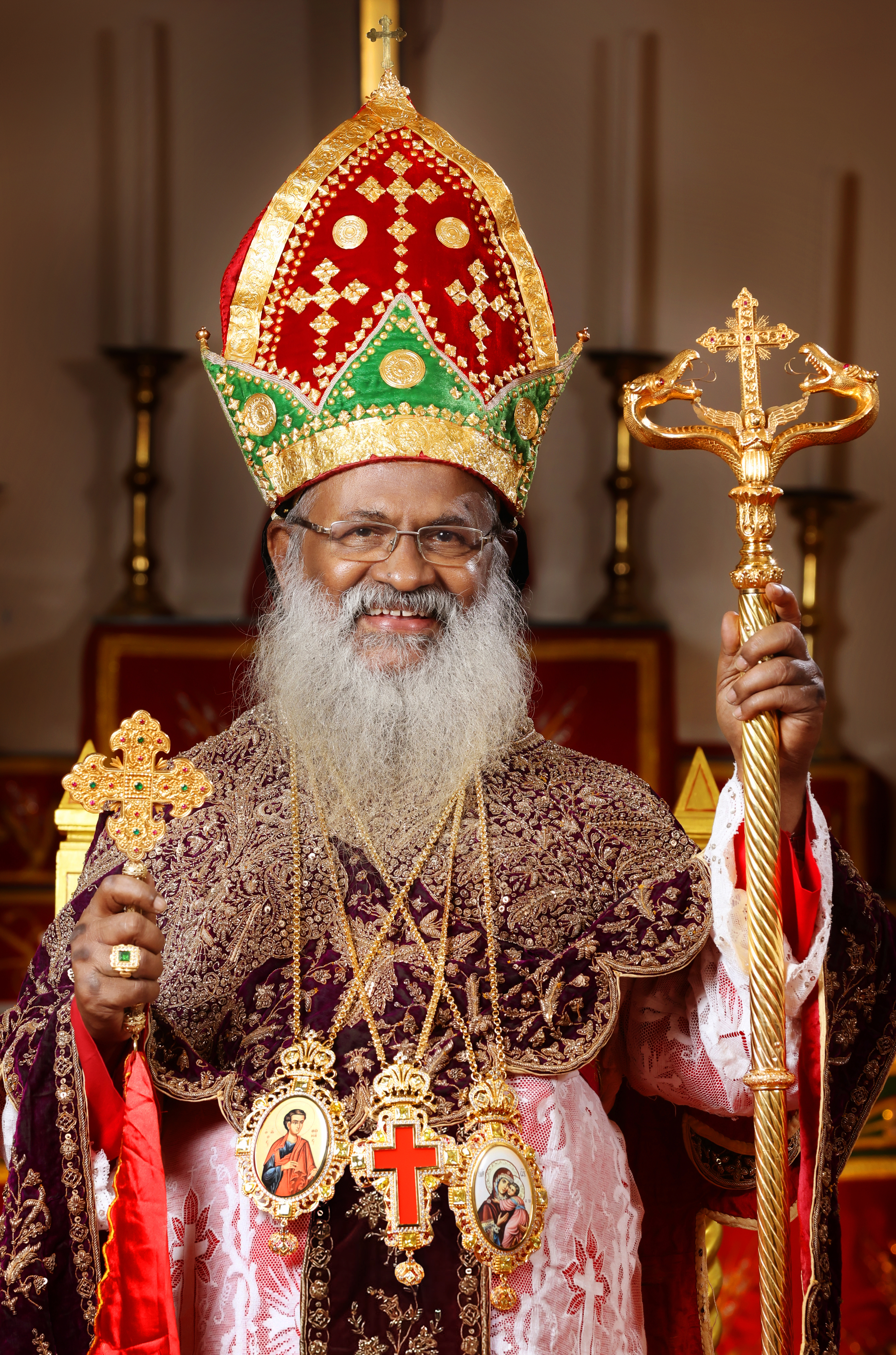
Baselios Marthoma Paulose II, Catholicos de l’Orient et métropolite de Malankara, en 2021.

## Contexte
« Catholicos » est un titre utilisé les évêques responsables de régions situées dans le patriarcat d'Antioche qui disposent d'un statut ecclésial d'autonomie depuis la période antique. Le mot « catholicos » signifie « universel », de la même racine que le nom de l'Église catholique.
Les quatre anciens catholicossats sont : 1. Catholicossat d'Etchmiadzin (Église arménienne), 2. Catholicossat de l'Orient (Église de l'Orient), 3. Catholicossat d'Iberia (Église géorgienne), 4. Catholicossat d'Albanie du Caucase (Église albanienne)